# Sildenafil
Sildenafil er et aktivt stof, der findes i lægemidlet Viagra® udviklet af medicinalvirksomheden Pfizer. Sildenafil anvendes til bekæmpelse af erektil dysfunktion (impotens). Pfizer har haft patent på sildenafil og anvendt stoffet i Viagra siden 1998. I 2013 udløb Pfizers patent i Europa, hvilket har betydet markedsføring af en række lovlige generiske potenspiller med samme funktion som Viagra.

## Medicinsk anvendelse

### Primær funktion

#### Erektil dysfunktion
Sildenafil anvendes primært mod erektil dysfunktion. Erektil dysfunktion er en lægelig betegnelse for vedvarende problemer med at opretholde tilfredstillende rejsning til gennemførelse af samleje. Årsagerne til erektil dysfunktion kan være både fysisk eller psykisk funderede. Sildenafil er en fosfodiesterase-5-hæmmer. Den hæmmer omdannelsen af det vasodilatoriske cGMP til GMP. Derved stiger niveauet af cGMP, der via PKG virker vasodilatorisk. Derved øges blodtilførslen til penis, hvilket resulterer i erektion.

### Sekundære funktioner

#### Uforklarlig infertilitet
Infertilitet er konstateret barnløshed, og uforklarlig infertilitet diagnosticeres, hvis der hos et par ikke foreligger nogle årsager til barnløshedsproblemet. I 2010 blev sildenafil (som Viagra-tabletter) givet til 50 infertile par. Efter forsøgets afslutning var der registeret befrugtning hos 14% af de deltagende par. Forsøget konkluderede, at sildenafil kan anvendes og muligvis føre til befrugtning ved uforklarlig infertilitet.

#### Pulmonal arteriel hypertension og lungefibrose
Pulmonal arteriel hypertension er for højt blodtryk i lungernes mindre blodkar, mens lungefibrose er en betegnelse for forekomsten af enten betændelse i lungevævet eller dannelsen af arvæv i lungevævet. Et forsøg har indiceret, at Sildenafil kan vise sig anvendelig for patienter med PAH og lungefibrose.

#### Højdesyge
Højdesyge er en tilstand, som opleves umiddelbart efter hurtig opstigning til højder over 3000 meter, og tilstanden er kendetegnet ved træthed, hovedpine, appetitløshed, kvalme, søvnforstyrrelser, åndenød og hjertebanken. Dette kan i yderste konsekvens kan føre til vand i lungerne, hvilket er livstruende. Sildenafil har i den forbindelse vist sig at have en reducerende effekt i forhold til det pulmonale arterietryk. Dette har en positiv indvirkning i forhold til højdesyge, og det gør det samtidig muligt at udøve fysisk aktivitet i højder, hvor højdesyge kan forekomme (fx bjergbestigning). 

## Bivirkninger
Samtlige bivirkninger registreret under kliniske undersøgelser ved indtagelse af sildenafil i Viagra-tabletter er opgjort som følger: 

### Meget almindelig (opleves af over 10%)
- Hovedpine

### Almindelig (opleves af mellem 10% og 1%)
- Svimmelhed

- Øjenlidelser
- Synsfarveforvrængning
- Rødmen
- Næsetilstopning
- Dyspepsi (fordøjelsesbesvær)

### Ikke almindelig (opleves af mellem 1% og 0,1%)
- Søvnighed
- hypæstesi (forringelse af berøringssansen)
- Sygdom i conjunctiva (øjets bindehinde)
- Øjensygdomme
- Tåreflådforstyrrelser (øjenbetændelse)
- Andre øjenlidelser
- Vertigo (svimmelhed)
- Tinnitus
- Palpitationer (hjertebanken)
- Takykardi (hjerterytmeforstyrrelser)
- Opkastning
- Kvalme
- Mundtørhed
- Hududslæt
- Myalgi (muskelsmerte)
- Hæmaturi (blod i urinen)
- Hæmospermi (blod i sæden)
- Blødning fra penis
- Brystsmerter
- Træthed
- Øget hjerterytme

### Sjælden (opleves af mellem 0,1% og 0,01%)
- Overfølsomhedsreaktioner
- Cerebrovaskulær hændelse (blodkarsygdomme som kan ramme hjernen)
- Synkope (besvimelse)
- Døvhed
- Myokardieinfarkt (hjertekransåresygdomme)
- Hypertension (blodtryksforhøjelse)
- Hypotension (nedsat muskelspænding)
- Epistaxis (blødning fra indre og ydre overflader (fx næseblødning))

### Ukendt frekvens (Bivirkning rapporteret efter sildenafils markedsføring)
- Transitorisk cerebral iskæmi (TCI (forbigående svigten af hjernens blodforsyning)
- Krampeanfald
- Tilbagevendende krampeanfald
- Non-arteritis anterior iskæmisk opticusneuropati (NAION (pludseligt nedsat blodforsyning til synsnerven))
- Vaskulær okklusion i retina (tilstoppet pulsåre i nethinden)
- Synsfeltdefekt
- Ventrikulær arytmi
- Ustabil angina (halsbetændelse)
- Pludselig hjertedød
- Stevens-Johnsons syndrom (livstruende hudsygdom)
- Toksisk epidermal nekrolyse (TEN (livstruende hudsygdom))
- Priapisme (langvarig smertefuld erektion uden seksuel opstemthed)
- Forlænget erektion

## Sildenafils historie og patentforløb

### Viagra fra Pfizer
Sildenafil blev skabt af medicinalvirksomheden Pfizer i 1989, og sildenafil skulle oprindeligt anvendes imod højt blodtryk og angina pectoris (hjertekrampe). De efterfølgende år blev det gennem en række kliniske forsøg påvist, at sildenafil ikke havde nogen positiv effekt i forhold til for højt blodtryk og angina pectoris. Til gengæld oplevede mandlige forsøgspersoner kraftig erektion af penis op til flere dage efter at være blevet tildelt en dosis sildenafil. Dette førte til, at Pfizer tog patent på sildenafil i 1996, og i 1998 godkendte FDA (U.S. Food and Drug Administration) sildenafil som potensmiddel til bekæmpelse af erektil dysfunktion. Pfizer markedsførte potenspillen under navnet Viagra, og Viagra har siden været det mest anvendte middel mod impotens. Viagra blev godkendt af EU i september 1998. 

#### Lovlig generisk Viagra
Pfizer har patent på Viagra i USA indtil 2020. Den 1. juni 2013 udløb Pfizers europæiske patent på Viagra, og andre medicinalvirksomheder kan nu lovligt fremstille og markedsføre generisk Viagra, altså potenspiller med det aktive stof sildenafil, hvilket har betydet fremkosten af en række nye potenspiller indeholdende sildenafil. Dette har også haft indflydelse på det danske marked for potenspiller, da der i danske apoteker nu ud over Pfizers Viagra findes en række potenspiller med sildenafil.

#### Alternativer til sildenafil
To andre perorale potensmidler, stoffet vardenafil (findes i potenspillen Levitra®) og stoffet tadalafil (findes i potenspillen Cialis®), kom på markedet i 2003. Begge stoffer bekæmper aktivt erektil dysfunktion.

#### Ulovlig generisk Viagra
Derudover findes der en række ulovlige potenspiller (såkaldt ulovlig generisk Viagra), som sælges online på internettet. Ulovligt generisk Viagra produceres ofte under ukontrollerbare forhold uden quality assurance eller kvalitetskontrol (quality control). 
I den forbindelse har Sundhedsstyrelsen udsendt an officiel advarsel mod at købe og indføre ulovlig generisk Viagra, da der ikke kan stilles nogen sikkerhed for ulovlige potenspillers indhold. Ulovlig generisk Viagra kan derfor være sundhedsskadeligt, og der er blevet registreret et dødsfald som følge af indtagelsen af et ulovligt potensmiddel produceret i Singapore. Dette har blandt andet ledt til en styrket indsats fra Lægeforeningens side mod ulovlige lægemidler.     

## Traditionel markedsføring af sildenafil i Danmark
Lovlige potenspiller indeholdende sildenafil er receptpligtige og markedsføres og sælges på danske apoteker. For at kunne købe potenspiller på danske apoteker kræves der en gyldig recept udskrevet af en praktiserende læge. Selve købet kan enten ske fysisk ved at møde op på at autoriseret apotek eller alternativt ved at bestille medicinen online gennem de danske apotekers officielle hjemmeside.

## Viagra uden recept
Sildenafilholdige potenspiller, som eksempelvis Viagra, forhandles også gennem private online-klinikker. Disse private udbydere udbyder originale potenspiller produceret under lovlige og kontrollerede forhold, og de disse private udbydere adskiller sig således fra internetsider, som forhandler eksempelvis ulovlig generisk Viagra. Hos private udbydere udstedes en recept samtidig med købet af receptpligtige potenspiller. Dermed er det i princippet muligt for danske statsborgere helt lovligt at købe fx Viagra uden recept, og dette aspekt har vakt Sundhedsstyrelsens og de danske mediers opmærksomhed. Private udbydere er typisk registreret i Storbritannien, og ifølge Sundhedsstyrelsen udnytter disse private udbydere et hul i den danske lovgivning, som gør det muligt at forhandle receptpligtig medicin online.  
Den 10. august 2013 bragte TV-Avisen på DR1 et indslag,  som sætter fokus på private online-klinikkers rolle som udbydere af receptpligtige potenspiller, og indslaget gennemgår kritisk processen, hvor recept og potenspiller kan bestilles online uden forudgående recept fra en praktiserende læge.

## Sildenafil i fremtiden
Det menes, at sildenafil i fremtiden vil kunne anvendes af kvinder, som lider af manglende sexlyst (female sexual arousal disorder (FSAD)). Sildenafil kan virke afslappende på muskulaturen omkring vagina, hvilket kan have en positiv indflydelse på kvinders seksuelle lyst. Dette kan være et indledende stadie i bestræbelserne på at bekæmpe FSAD, men da der på dette stadie kun er tale om indicer, er flere fremtidige kliniske tests endnu påkrævet.  

## Eksterne links
- Wikimedia Commons har flere filer relateret til Sildenafil
- Medicin.dk om Viagra®.
- Medicin.dk om Revatio.